# Festival di Cannes 2015
La 68ª edizione del Festival di Cannes ha avuto luogo a Cannes dal 13 al 24 maggio 2015.
I registi statunitensi Joel ed Ethan Coen sono stati i presidenti di giuria del concorso principale, posizione che per la prima volta nella storia del Festival è stata ricoperta da più di una persona. Il film di apertura è stato A testa alta di Emmanuelle Bercot, mentre quello di chiusura è stato La glace et le ciel di Luc Jacquet. L'attore francese Lambert Wilson ha presentato la cerimonia di apertura e chiusura della kermesse. La locandina dell'edizione è stata un omaggio all'attrice svedese Ingrid Bergman, ritratta dal fotografo David Seymour.
La Palma d'oro è stata assegnata al film francese Dheepan - Una nuova vita di Jacques Audiard.

## Selezione ufficiale
La selezione ufficiale dei film che parteciperanno al festival è stata annunciata il 16 aprile 2015.

### Concorso
- Al di là delle montagne (Shānhé gùrén), regia di Jia Zhangke (Cina, Francia)
- The Assassin (Cìkè Niè Yǐnniáng), regia di Hou Hsiao-hsien (Taiwan, Hong Kong, Cina)
- Carol, regia di Todd Haynes (Regno Unito, Stati Uniti d'America)
- Chronic, regia di Michel Franco (Messico)
- Dheepan - Una nuova vita (Dheepan), regia di Jacques Audiard (Francia)
- Il figlio di Saul (Saul fia), regia di László Nemes (Ungheria)
- La foresta dei sogni (The Sea of Trees), regia di Gus Van Sant (Stati Uniti d'America)
- La legge del mercato (La loi du marché), regia di Stéphane Brizé (Francia)
- Little Sister (Umimachi Diary), regia di Hirokazu Kore-eda (Giappone)
- The Lobster, regia di Yorgos Lanthimos (Irlanda, Regno Unito, Grecia, Paesi Bassi)
- Macbeth, regia di Justin Kurzel (Regno Unito, Francia)
- Marguerite & Julien - La leggenda degli amanti impossibili (Marguerite et Julien), regia di Valérie Donzelli (Francia)
- Mia madre, regia di Nanni Moretti (Italia, Francia)
- Mon roi - Il mio re (Mon roi), regia di Maïwenn (Francia)
- Il racconto dei racconti - Tale of Tales, regia di Matteo Garrone (Italia, Francia)
- Segreti di famiglia (Louder Than Bombs), regia di Joachim Trier (Norvegia, Francia, Danimarca)
- Sicario, regia di Denis Villeneuve (Stati Uniti d'America)
- Valley of Love, regia di Guillaume Nicloux (Francia, Belgio)
- Youth - La giovinezza (Youth), regia di Paolo Sorrentino (Italia, Francia, Regno Unito, Svizzera)

### Un Certain Regard
- Alias María, regia di José Luis Rugeles Gracia (Colombia, Argentina, Francia)
- Cauthī kūṭa, regia di Gurvinder Singh (India, Francia)
- Disorder - La guardia del corpo (Maryland), regia di Alice Winocour (Francia)
- Las elegidas, regia di David Pablos (Messico, Francia)
- Un etaj mai jos, regia di Radu Muntean (Romania)
- Je suis un soldat, regia di Laurent Larivière (Francia)
- Kishibe no Tabi, regia di Kiyoshi Kurosawa (Giappone, Francia)
- Lamb, regia di Yared Zeleke (Etiopia, Francia, Germania, Norvegia)
- Louisiana (The Other Side) (The Other Side), regia di Roberto Minervini (Francia, Italia)
- Madonna, regia di Shin Su-won (Corea del Sud)
- Muroehan, regia di Oh Seung-uk (Corea del Sud)
- Nahid, regia di Ida Panahandeh (Iran)
- Cemetery of Splendour (Rak ti Khon Kaen), regia di Apichatpong Weerasethakul (Thailandia, Regno Unito, Germania, Francia, Malesia, Corea del Sud, Messico, Stati Uniti d'America, Norvegia)
- Rams - Storia di due fratelli e otto pecore (Hrútar), regia di Grímur Hákonarson (Islanda)
- Le ricette della signora Toku (An), regia di Naomi Kawase (Giappone, Francia, Germania)[10]
- Sole alto (Zvizdan), regia di Dalibor Matanić (Croazia, Slovenia, Serbia)
- Taklub, regia di Brillante Mendoza (Filippine)
- Il tesoro (Comoara), regia di Corneliu Porumboiu (Romania)
- Tra la terra e il cielo (Masaan), regia di Neeraj Ghaywan (India, Francia)

### Fuori concorso
- A testa alta (La tête haute), regia di Emmanuelle Bercot (Francia) - film d'apertura[4][11]
- La glace et le ciel, regia di Luc Jacquet (Francia) - film di chiusura[5]
- Inside Out, regia di Pete Docter (Stati Uniti d'America)
- Irrational Man, regia di Woody Allen (Stati Uniti d'America)
- Mad Max: Fury Road, regia di George Miller (Australia, Stati Uniti d'America)[12]
- Il piccolo principe (The Little Prince), regia di Mark Osborne (Francia)

#### Proiezioni di mezzanotte
- Amy, regia di Asif Kapadia (Regno Unito)
- Love, regia di Gaspar Noé (Francia, Belgio)
- Opiseu, regia di Hong Won-chan (Corea del Sud)

### Proiezioni speciali
- Amnesia, regia di Barbet Schroeder (Svizzera, Francia)
- Il condominio dei cuori infranti (Asphalte), regia di Samuel Benchetrit (Francia)
- Hayored lema'ala, regia di Elad Keidan (Israele, Francia)
- Une histoire de fou, regia di Robert Guédiguian (Francia)
- O Ka, regia di Souleymane Cissé (Mali)
- Panama, regia di Pavle Vučković (Serbia)
- Sognare è vivere (A Tale of Love and Darkness), regia di Natalie Portman (Israele)

### Cortometraggi in concorso
- Assalammu 'aleiki ya Maryam, regia di Basil Khalil (Palestina, Francia, Germania)
- Copain, regia di Jan Roosens e Raf Roosens (Belgio)
- The Guests, regia di Shane Danielsen (Australia)
- Love Is Blind, regia di Dan Hodgson (Regno Unito)
- Patriot, regia di Eva Riley (Regno Unito)
- Presente imperfect, regia di Iair Said (Argentina)
- Salı, regia di Ziya Demirel (Turchia, Francia)
- Waves '98, regia di Ely Dagher (Libano, Qatar)

### Cinéfondation
- 14 šagov, regia di Maksim Šavkin – Moskovskaja Škola Novogo Kino (Russia)
- Abwesend, regia di Eliza Petkova – Deutsche Film- und Fernsehakademie Berlin (Germania)
- Ainahan ne palla, regia di Salla Sorri – Università Aalto (Finlandia)
- Anfibio, regia di Héctor Silva Núñez – Escuela Internacional de Cine y Televisión (Cuba)
- Asara rehovot mea etsim , regia di Miki Polonski – Minshar School for Art (Israele)
- Les chercheurs, regia di Aurélien Peilloux – La Fémis (Francia)
- Koshtargah, regia di Behzad Azadi – Tehran University of Art (Iran)
- Leonardo, regia di Félix Hazeaux, Thomas Nitsche, Edward Noonan, Franck Pina e Raphaëlle Plantier – Supinfocom (Francia)
- Locas perdidas, regia di Ignacio Juricic Merillán – Università del Cile (Cile)
- Manoman, regia di Simon Cartwright – National Film and Television School (Regno Unito)
- Het paradijs, regia di Laura Vandewynckel – Erasmushogeschool Brussel (Belgio)
- Retriever, regia di Tomáš Klein e Tomáš Merta – Filmová a televizní fakulta Akademie múzických umění v Praze (Repubblica Ceca)
- Rìguāng zhī xià, regia di Qiu Yang – Università di Melbourne (Australia)
- El ser magnético, regia di Mateo Bendesky – Fundación Universidad del Cine (Argentina)
- Share, regia di Pippa Bianco – AFI Directing Workshop for Women (Stati Uniti d'America)
- Tsunami, regia di Sofie Kampmark – The Animation Workshop (Danimarca)
- Victor XX, regia di Ian Garrido López – Escuela Superior de Cine y Audiovisuales de Cataluña (Spagna)
- Vozvraščenie Ėrkina, regia di Marija Gus'kova – VGIK (Russia)

## Quinzaine des Réalisateurs

### Lungometraggi
- El abrazo de la serpiente, regia di Ciro Guerra (Colombia, Venezuela, Argentina)
- Allende, mi abuelo Allende, regia di Marcia Tambutti (Cile, Messico)
- Les Cowboys, regia di Thomas Bidegain (Francia, Belgio)
- Dio esiste e vive a Bruxelles (Le Tout Nouveau Testament), regia di Jaco Van Dormael (Belgio, Francia, Lussemburgo)
- Dope - Follia e riscatto (Dope), regia di Rick Famuyiwa (Stati Uniti d'America) - film di chiusura[13]
- Efterskalv, regia di Magnus von Horn (Polonia, Svezia, Francia)
- Fatima, regia di Philippe Faucon (Francia, Canada)
- Green Room, regia di Jeremy Saulnier (Stati Uniti d'America)
- I miei giorni più belli (Trois souvenirs de ma jeunesse), regia di Arnaud Desplechin (Francia)
- Le mille e una notte - Arabian Nights (As Mil e Uma Noites), regia di Miguel Gomes (Portogallo, Francia, Germania, Svizzera)
- Much Loved, regia di Nabil Ayouch (Marocco, Francia)
- Mustang, regia di Deniz Gamze Ergüven (Francia, Germania, Turchia)
- All'ombra delle donne (L'ombre des femmes), regia di Philippe Garrel (Francia, Svizzera) - film d'apertura[14]
- Peace to Us in Our Dreams, regia di Šarūnas Bartas (Lituania, Francia)
- Perfect Day (A Perfect Day), regia di Fernando León de Aranoa (Spagna)
- Songs My Brothers Taught Me, regia di Chloé Zhao (Stati Uniti d'America)

### Proiezioni speciali
- Yakuza Apocalypse (Gokudō daisensō), regia di Takashi Miike (Giappone)

### Cortometraggi
- Bleu tonnerre, regia di Jean-Marc E. Roy e Philippe David Gagné (Canada)
- Calme ta joie, regia di Emmanuel Laskar (Francia)
- The Exquisite Corpus, regia di Peter Tscherkassky (Austria)
- Kung Fury, regia di David Sandberg (Svezia)
- El pasado roto, regia di Martín Morgenfeld e Sebastián Schjaer (Argentina)
- Pitchoune, regia di Reda Kateb (Francia)
- Provas, Exorcismos, regia di Susana Nobre (Portogallo)
- Pueblo, regia di Elena López Riera (Svizzera, Spagna)
- Quelques secondes, regia di Nora el Hourch (Francia)
- Quintal, regia di André Novais Oliveira (Brasile)
- Rate Me, regia di Fyzal Boulifa (Regno Unito)

## Settimana internazionale della critica

### Concorso

#### Lungometraggi
- Dégradé, regia di Mohammed Abou Nasser e Ahmad Abou Nasser (Palestina, Francia, Qatar)
- Krisha, regia di Trey Edward Shults (Stati Uniti d'America)
- Mediterranea, regia di Jonas Carpignano (Italia, Francia, Stati Uniti d'America, Germania)
- Un mondo fragile (La tierra y la sombra), regia di César Augusto Acevedo (Colombia, Francia, Paesi Bassi, Cile, Brasile)
- Ni le ciel ni la terre, regia di Clément Cogitore (Francia, Belgio)
- Paulina (La patota), regia di Santiago Mitre (Argentina, Brasile, Francia)
- Sleeping Giant, regia di Andrew Cividino (Canada)

#### Cortometraggi
- Alles wird gut, regia di Patrick Vollrath (Germania, Austria)
- Command Action, regia di João Paulo Miranda Maria (Brasile)
- La fin du dragon, regia di Marina Diaby (Francia)
- The Fox Exploits the Tiger’s Might, regia di Lucky Kuswandi (Indonesia)
- Jeunesse des loups-garous, regia di Yann Delattre (Francia)
- Love Comes Later, regia di Sonejuhi Sinha (Stati Uniti d'America)
- Pojkarna, regia di Isabella Carbonell (Svezia)
- Ramona, regia di Andrei Crețulescu (Romania)
- Too Cool for School, regia di Kevin Phillips (Stati Uniti d'America)
- Varicella, regia di Fulvio Risuleo (Italia)

### Proiezioni speciali
- Les Anarchistes, regia di Elie Wajeman (Francia) - film d'apertura
- Chainataun, regia di Han Jun-hee (Corea del Sud)
- Due amici (Les deux amis), regia di Louis Garrel (Francia)
- La vie en grand, regia di Mathieu Vadepied (Francia) - film di chiusura

## Giurie

### Concorso principale

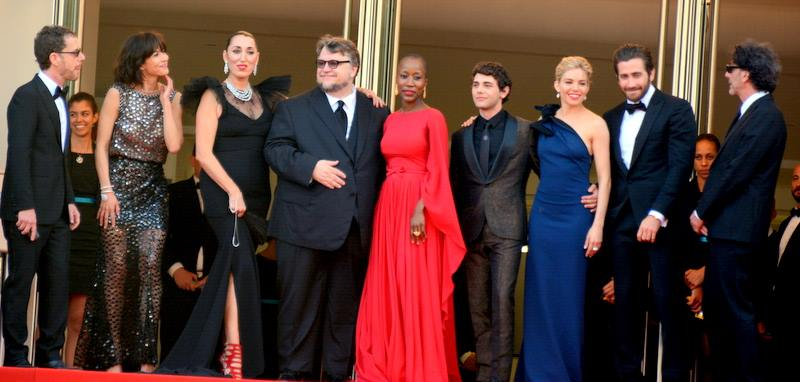
La giuria del concorso principale

- Joel ed Ethan Coen, registi e sceneggiatori (Stati Uniti d'America) - Presidenti della Giuria
- Rossy de Palma, attrice (Spagna)
- Guillermo del Toro, regista (Messico)
- Xavier Dolan, regista e attore (Canada)
- Jake Gyllenhaal, attore (Stati Uniti d'America)
- Sophie Marceau, attrice (Francia)
- Sienna Miller, attrice (Regno Unito)
- Rokia Traoré, cantautrice e compositrice (Mali)

### Un Certain Regard
- Isabella Rossellini, attrice (Italia) - Presidente della Giuria[15]
- Haifaa al-Mansour, regista (Arabia Saudita)
- Panos H. Koutras, regista (Grecia)
- Nadine Labaki, regista e attrice (Libano)
- Tahar Rahim, attore (Francia)

### Cinéfondation e cortometraggi
- Abderrahmane Sissako, regista (Mauritania) - Presidente della Giuria[16]
- Cécile de France, attrice (Belgio)
- Joana Hadjithomas, regista (Libano)
- Daniel Olbrychski, attore (Polonia)
- Rebecca Zlotowski, regista (Francia)

### Settimana internazionale della critica
- Ronit Elkabetz, attrice e regista (Israel]) - Presidente della Giuria[17]
- Andréa Picard, critico cinematografico (Canada)
- Katell Quillévéré, regista (Francia)
- Peter Suschitzky, direttore della fotografia (Regno Unito)
- Boyd van Hoeij, critico cinematografico (Francia-Paesi Bassi)

### Queer Palm
- Desiree Akhavan, attrice e regista (Iran) - Presidente della Giuria
- Ava Cahen, giornalista (Francia)
- Laëtitia Eïdo, attrice (Francia)
- Elli Mastorou, giornalista cinematografico (Belgio)
- Nadia Turincev, produttrice cinematografica (Francia)

### Caméra d'or
- Sabine Azéma, attrice (Francia) - Presidente della Giuria
- Delphine Gleize, regista (Francia)
- Claude Garnier, direttore della fotografia (Francia)
- Yann Gonzalez, regista (Francia)
- Didier Huck, technicolor executive (Francia)
- Bernard Payen, critico cinematografico e curatore (Francia)
- Melvil Poupaud, attore (Francia)

## Palmarès

### Concorso
- Palma d'oro: Dheepan - Una nuova vita (Deephan) di Jacques Audiard
- Grand Prix Speciale della Giuria: Il figlio di Saul (Saul fia) di László Nemes
- Prix de la mise en scène: Hou Hsiao-hsien per The Assassin (Cìkè Niè Yǐnniáng)
- Prix du scénario: Michel Franco per Chronic
- Prix d'interprétation féminine: (ex aequo) Emmanuelle Bercot per Mon roi - Il mio re (Mon roi) e Rooney Mara per Carol
- Prix d'interprétation masculine: Vincent Lindon per La legge del mercato (La loi du marché)
- Premio della giuria: The Lobster di Yorgos Lanthimos

### Un Certain Regard
- Premio Un Certain Regard: Rams - Storia di due fratelli e otto pecore (Hrútar) di Grímur Hákonarson[18]
- Premio della Giuria: Sole alto (Zvizdan) di Dalibor Matanić
- Miglior regia: Kishibe no Tabi di Kiyoshi Kurosawa
- Un Certain Regard Talent Prize: Il tesoro (Comoara) di Corneliu Porumboiu
- Promising Future Prize: (ex aequo) Nahid di Neeraj Ghaywan e Tra la terra e il cielo (Masaan) di Ida Panahandeh

### Cinéfondation
- Primo premio: Share di Pippa Bianco
- Secondo premio: Locas perdidas di Ignacio Juricic Merillán
- Terzo premio: (ex aequo) Vozvraščenie Ėrkina di Marija Gus'kova e Victor XX di Ian Garrido López

### Settimana internazionale della critica
- Gran Premio Settimana internazionale della critica: Paulina (La patota) di Santiago Mitre[19]
- Prix Révélation France 4 & Prix SACD: Un mondo fragile (La tierra y la sombra) di César Augusto Acevedo
- Prix Découverte Sony CineAlta: Varicella di Fulvio Risuleo
- Aide Fondation Gan à la Diffusion: Ni le ciel ni la terre di Clément Cogitore
- Prix Canal+: Ramona di Andrei Crețulescu

### Quinzaine des Réalisateurs
- Premio Art Cinéma: El abrazo de la serpiente di Ciro Guerra
- Premio Europa Cinema Label: Mustang di Deniz Gamze Ergüven
- Premio SACD: I miei giorni più belli (Trois souvenirs de ma jeunesse) di Arnaud Desplechin
- Premio Illy per il cortometraggio: Rate Me di Fyzal Boulifa
- Menzione speciale: The Exquisite Corpus di Peter Tscherkassky

### Altri premi
- Caméra d'or: Un mondo fragile (La tierra y la sombra) di César Augusto Acevedo
- Premio Fipresci:
  - Concorso: Il figlio di Saul (Saul fia) di László Nemes
  - Un Certain Regard: Tra la terra e il cielo (Masaan) di Neeraj Ghaywan
  - Settimana internazionale della critica: Paulina (La patota) di Santiago Mitre
- Premio della Giuria Ecumenica: Mia madre di Nanni Moretti
  - Menzione speciale: (ex aequo) La legge del mercato (La loi du marché) di Stéphane Brizé e Taklub di Brillante Mendoza
- L'Œil d'or Jury:
  - L'Œil d'or: Allende, mi abuelo Allende di Marcia Tambutti Allende
  - Menzione speciale: Jag är Ingrid di Stig Björkman
- Queer Palm: Carol di Todd Haynes
  - Menzione speciale: The Lobster di Yorgos Lanthimos
- Trofeo Chopard: 
  - Rivelazione femminile: Lola Kirke
  - Rivelazione maschile: Jack O'Connell
- Premio François Chalais: Il figlio di Saul (Saul fia) di László Nemes
- Dog Palm: Lucky in Le mille e una notte - Arabian Nights  (As Mil e Uma Noites)
  - Premio speciale a Bob in The Lobster

### Premio speciale
- Palma d'oro onoraria: Agnès Varda[20]